# 羅文 (加利福尼亞州)
羅文（英語：Rowen）是位於美國加利福尼亞州克恩縣的一個非建制地區。該地的面積和人口皆未知。

## 地理
羅文的座標為35°14′27″N 118°34′46″W / 35.24083°N 118.57944°W，而該地的平均海拔高度為730米（即2395英尺）。